# Parhyale fascigera
Parhyale fascigera är en kräftdjursart som beskrevs av Stebbing 1897. Parhyale fascigera ingår i släktet Parhyale och familjen Hyalidae. Inga underarter finns listade i Catalogue of Life.